# Рамат-Давид (авиабаза)
Рама́т-Дави́д (ивр. רמת דוד‎) (официальное название: 1-е крыло — ивр. כנף 1‎ кана́ф аха́т) — авиабаза ВВС Израиля, находящаяся на севере Израиля в Северном округе. База расположена возле кибуца Рамат Давид, в Изреельской долине, рядом с городами Афула и Мигдаль-ха-Эмек, и является основной военной базой в северной части Израиля.

## История
Авиабаза Рамат-Давид была создана в 1941 году, и являлась одной из основных частей инфраструктуры британских ВВС в подмандатной Палестине. Она была предназначена для использования в качестве альтернативы Хайфской авиабазе при налётах немецкой авиации во время Второй Мировой войны.
Месторасположение для авиабазы было выбрано в Изреельской долине, рядом с железнодорожной станцией, которая была расположена около нефтепровода Киркук-Хайфа. Англичане назвали авиабазу «Рамат-Давид», в честь Дэвида Ллойд Джорджа, премьер-министра Великобритании в 1916—1922 годах.

## Базирующиеся подразделения
- 109-я эскадрилья истребителей «F-16D Файтинг Фалкон» (ивр. טייסת 109‎);
- 117-я эскадрилья истребителей «F-16C Файтинг Фалкон» (ивр. טייסת 117‎);
- 193-я эскадрилья вертолётов «Eurocopter AS565 Panther» (ивр. טייסת 193‎).